# Marquesado de Amposta

Escudo de Amposta, (Tarragona).

El marquesado de Amposta es un título nobiliario español creado por la reina regente María Cristina de Habsburgo Lorena, durante la minoría de edad del rey Alfonso XIII.
Su denominación hace referencia al municipio de Amposta, provincia de Tarragona, en cuyas proximidades se libró en 1811 la batalla del mismo nombre, durante la Guerra de la Independencia. En recuerdo de esta gesta, protagonizada por el general Francisco Javier Ferraz y Cornel, -Benasque (Huesca), 2.XII.1776–Muchamiel (Alicante), 12.X.1850-, la reina regente concedería en 1895 a su hijo Rafael Ferraz y Canicia di Franchi, diplomático de profesión, la dignidad nobiliaria objeto de esta reseña.

## Marqueses de Amposta
|                           | Titular                            | Periodo                   |
| Creación por Alfonso XIII | Creación por Alfonso XIII          | Creación por Alfonso XIII |
| ------------------------- | ---------------------------------- | ------------------------- |
| I                         | Rafael Ferraz y Canicia di Franchi | 1895-1915                 |
| II                        | Eugenio Ferraz y Alcalá-Galiano    | 1915- ?                   |
| III                       | Isabel Ferraz y Alcalá-Galiano     | 1943-1952                 |
| IV                        | José Ferraz y Penelas              | 1956-1959                 |
| V                         | José Ferraz y Cuadrado             | 1959-2004                 |
| VI                        | José María Ferraz y Español        | 2004-actual titular       |

## Historia de los marqueses de Amposta
- Rafael Ferraz y Canicia di Franchi (1895-1915), i marqués de Amposta.

1. Casó con Elena Alcalá-Galiano y Valencia. Le sucedió su hijo:

- Eugenio Ferraz y Alcalá-Galiano, ii marqués de Amposta, gentilhombre de cámara con ejercicio del rey Alfonso XIII.

1. Casó con María de Romrée y de Palacio, condesa de Berlanga de Duero. Le sucedió su hermana:

- Isabel Ferraz y Alcalá-Galiano (1860-1952), iii marquesa de Amposta.

1. Casó con Gonzalo Ramírez Dampierre. Sin descendendencia. Le sucedió  un bisnieto de los padres del I marqués de Amposta:

- José Ferraz y Penelas (1881-1959), iv marqués de Amposta.

1. Casó con Josefa Cuadrado y Pallás. Le sucedió su hijo:

- José Ferraz y Cuadrado (1918-2017.), v marqués de Amposta.

1. Casó con María de la Cruz Español y Laplana. Le sucedió su hijo:

- José María Ferraz y Español (1950-.), vi marqués de Amposta

1. Casó Ana María Corell y Corell.